# Dabbayra
Le Dabbayra (également appelé Bar-Ali) est un volcan bouclier situé dans la région Afar en Éthiopie, à l'ouest de la dépression de Danakil.